# Осьмиговичи
Осьмиговичи (укр. Осьмиговичі) — село в Турийской поселковой общине Ковельского района Волынской области Украины.
До 2020 года входило в Турийский район.
Код КОАТУУ — 0725583404. Численность населения (по данным реестра территориальной общины) (на 01.01.2025) составляет 357 человек. Население по переписи 2001 года составляет 515 человек. Почтовый индекс — 44862. Телефонный код — 3363. Занимает площадь 2,096 км².